# Leskea australis
Leskea australis är en bladmossart som beskrevs av A. J. Sharp in Grout 1934. Leskea australis ingår i släktet Leskea och familjen Leskeaceae. Inga underarter finns listade i Catalogue of Life.